# The Return of the Pink Panther
The Return of the Pink Panther (br: A volta da pantera cor-de-rosa) é uma produção britânica de 1975, do gênero comédia, dirigida por Blake Edwards.

## Sinopse
O atrapalhado inspetor Jacques Clouseau é chamado por seu chefe Dreyfus para investigar mais um roubo do famoso diamante "Pantera Cor-de-Rosa". O suspeito principal é Charles Lytton, o "Fantasma", que se aposentara da carreira de crimes e vai à Lugash para descobrir pistas do verdadeiro criminoso para se inocentar. E se envolve com o serviço secreto daquele país. Clouseau chega à mansão de Lytton em Nice para investigar, disfarçado de limpador de piscinas e funcionário da companhia telefônica. Lady Lytton vai à Suíça e faz com que Closeau a siga, desviando-o do real paradeiro do marido. Ao mesmo tempo que Clouseau continua com suas ações desastradas que levam Dreyfus à beira da loucura, uma série de atentados ocorre contra o Inspetor.

## Elenco principal
- Peter Sellers .... Inspetor Jacques Clouseau
- Christopher Plummer .... Sir Charles Lytton
- Catherine Schell ....  Claudine Litton
- Herbert Lom ....  Inspetor-chefe Charles Dreyfus
- Peter Arne...coronel Sharky
- Peter Jeffrey...general Wadafi
- Grégoire Aslan...chefe de polícia Lundallah
- Graham Stark...Pepi
- Eric Pohlmann...Gordo
- André Maranne...sargento François Chevalier
- Burt Kwouk...Cato Fong
- Victor Spinetti...recepcionista do hotel
- John Bluthal...mendigo cego
- Mike Grady...mensageiro do hotel
- Peter Jones...psiquiatra de Dreyfus

## Principais prêmios e indicações
Evening Standard British Film Awards 1977 (Reino Unido)
- Vencedor das categorias de melhor ator (Peter Sellers) e melhor comédia.

Globo de Ouro 1976 (EUA)
- Indicado nas categorias de melhor filme, melhor ator de cinema - musical/comédia (Peter Sellers) e melhor trilha sonora (Henry Mancini).

Grammy 1976 (EUA)
- Indicado na categoria de melhor trilha sonora para cinema/televisão.